# Goplana 3211
Goplana 3211 – polski monofoniczny radioodbiornik klasy popularnej, wytwarzany w Warszawie w Zakładach Radiowych im. Kasprzaka. Dostosowany do odbioru stacji na falach długich, średnich i krótkich.

## Charakterystyka
Na stronie czołowej znajduje się nazwa urządzenia Goplana bez oznaczenia modelu, a nazwa pełna na tylnej, demontowalnej, ściance.
Układ odbiornika superheterodynowy, zawiera 4 lampy elektronowe całoszklane, dziewięcionóżkowe typu nowal (w 1961 nazwano je miniaturowymi) (ECH81 – lokalny oscylator wysokiej częstotliwości i mieszacz, EBF89 – wzmacniacz pośredniej częstotliwości i detektor AM, ECL82 – przedwzmacniacz i wzmacniacz mocy małej częstotliwości, EM80 – wskaźnik dostrojenia) i prostownik selenowy SPS6B. Zastosowane elementy czynne opisane zostały na tylnej ścianie obudowy. Połączenia wykonane są na płytce drukowanej ustawionej pionowo, z lampami znajdującymi w położeniu poziomym, co sprzyja odprowadzaniu ciepła ze szklanej bańki.
Odbiornik Goplana 3211 ma wewnętrzną antenę ferrytową. Odbierany zakres fal radiowych zmienia się przy pomocy przełącznika klawiszowego, umieszczonego z przodu obudowy na dole. Schemat elektryczny zbliżony do schematu radioodbiornika Światowid 3201, lecz bez zakresu fal UKF i z falami krótkimi rozdzielonymi na dwa podzakresy.
Zastosowano klawiszową, skokową regulację tonów niskich i wysokich przy pomocy dwóch klawiszy znajdujących się po skrajnych stronach przełącznika. Tor wzmacniający sygnał audio można użyć jako wzmacniacz dla gramofonu – zewnętrznego źródła sygnału. Gniazdo wejściowe adaptera (z tyłu skrzynki) w standardzie dwóch wtyków bananowych. Na przedniej ściance zamontowano jeden głośnik magnetoelektryczny, szerokopasmowy, eliptyczny GDS 18x13/2.
Z tyłu odbiornika znajdują się: gniazdo antenowe dla zewnętrznej anteny, gniazdo uziemienia, gniazdo DIN dla magnetofonu, a także gniazdo dla dodatkowego głośnika zewnętrznego o rezystancji 5 omów. Radioodbiornik pobiera z sieci moc 55 VA.
Goplany 3211 montowano w dwóch rodzajach obudów: zaokrąglonych i kanciastych. Cena detaliczna na początku sprzedaży wynosiła 1600 zł.